# Розенфельд Йосип Львович
Йо́сип Льво́вич Розенфе́льд (рос. Иосиф Львович Розенфельд; * 22 серпня 1914, містечко Сатанів Проскурівського повіту Подільської губернії, нині смт Городоцького району Хмельницької області — † серпень 1981, Москва) — радянський фізико-хімік, учений у галузі корозії та електрохімії металів. Доктор хімічних наук (1952). Професор (1957). Заслужений діяч науки і техніки РРФСР. Іноземний член Саксонської академії наук у Лейпцигу (1981).

## Біографія
1939 року закінчив Московський інститут кольорових металів і золота, 1941 року — аспірантуру при ньому. У 1941—1946 роках перебував в армії. Брав участь у Другій світовій війні. Відзначився під час бойових дій на фронті, за що нагороджений орденами та медалями СРСР.
У 1946—1981 роках працював в Інституті фізичної хімії АН СРСР.
Помер у серпні 1981 року. Поховано на Новокунцевському кладовищі .

## Наукова діяльність
Основні роботи в галузі теоретичних і прикладних проблем корозії та захисту металів від корозії. Виконав цикл робіт з теорії атмосферної корозії, в яких вперше запропонував низку прецизійних методів дослідження електрохімічної кінетики в тонких шарах електролітів. Розвинув техніку коррозійно-електрохімічного експерименту і застосування фізико-хімічних методів для розв'язання завдань щодо встановлення механізму корозії та захисту металів.

### Праці
- Розенфельд И. Л. Атмосферная коррозия металлов. — Москва: Издательство АН СССР, 1960. — 372 с.
- Розенфельд И. Л., Жигалова К. А. Ускоренные методы коррозионных испытаний металлов. — Москва: Металлургия, 1966. — 347 с.
- Розенфельд И. Л. Коррозия и защита металлов. — Москва: Металлургия, 1969. — 448 с.
- Розенфельд И. Л. Коррозия и защита металлов (локальные коррозионные процессы). — Москва: Металлургия, 1970. — 448 с.
- Розенфельд И. Л. Ингибиторы коррозии. — Москва: Химия, 1977. — 350 с.
- Розенфельд И. Л., Рубинштейн Ф. И. Антикоррозионные грунтовки и ингибированные лакокрасочные покрытия. — Москва: Химия, 1980. — 200 с.
- Розенфельд И. Л., Персианцева В. П. Ингибиторы атмосферной коррозии. — Москва: Наука, 1985. — 278 с.
- Розенфельд И. Л., Рубинштейн Ф. И., Жигалова К. А. Защита металлов от коррозии лакокрасочными покрытиями. — Москва: Химия, 1987. — 222 с.